# Wilfried Gröbner
Wilfried Gröbner (Eilenburg, 18 dicembre 1949) è un allenatore di calcio ed ex calciatore tedesco orientale, dal 1990 tedesco, di ruolo difensore.

## Carriera
Gioca tutta la sua carriera nel Lokomotive Lipsia, per cui segna 18 goal in 230 partite.
Ha collezionato 8 presenze nella Nazionale tedesca orientale. Il debutto avvenne da titolare nell'incontro del 21 aprile 1976 a Cottbus contro l'Algeria (5:0) ma dove giocò solo il primo tempo; l'ultima gara fu a Burgas il 28 febbraio 1979 nella sconfitta contro la Bulgaria (1:0).
Ai Giochi Olimpici 1976 giocò soltanto gli ultimi 21 minuti nella finale per la medaglia d'oro contro la Polonia (3:1) entrando al posto di Wolfram Loewe.
Ha allenato il Rot-Weiß Erfurt ed il Reutlingen.

## Palmarès

### Giocatore

#### Club
- Coppa della Germania Est: 1

Lokomotive Lipsia: 1975-1976

#### Nazionale
- Oro olimpico: 1

Montréal 1976